# Barrio Nuevo, Motozintla
Barrio Nuevo är en ort i Mexiko.   Den ligger i kommunen Motozintla och delstaten Chiapas, i den sydöstra delen av landet, 900 km sydost om huvudstaden Mexico City. Barrio Nuevo ligger 1 421 meter över havet och antalet invånare är 415.
Terrängen runt Barrio Nuevo är bergig västerut, men österut är den kuperad. Runt Barrio Nuevo är det tätbefolkat, med 343 invånare per kvadratkilometer. Närmaste större samhälle är Huixtla, 16,4 km sydväst om Barrio Nuevo. I omgivningarna runt Barrio Nuevo växer i huvudsak städsegrön lövskog.